# Gneysovaya Peak
Gneysovaya Peak är en bergstopp i Antarktis. Den ligger i Östantarktis. Norge gör anspråk på området. Toppen på Gneysovaya Peak är 2 050 meter över havet, eller 520 meter över den omgivande terrängen. Bredden vid basen är 9,1 km.
Terrängen runt Gneysovaya Peak är kuperad söderut, men norrut är den platt. Trakten är obefolkad. Det finns inga samhällen i närheten. 